# Glückspost
Die Glückspost (Eigenschreibweise: GlücksPost) ist eine Schweizer Unterhaltungszeitschrift aus dem Verlagshaus Ringier. Sie erscheint wöchentlich in einer WEMF-beglaubigten Auflage von 92 058 verbreiteten Exemplaren (verkaufte Auflage: 90 998 Exemplare).

## Geschichte
Die Glückspost ging am 5. Mai 1977 aus der «Schweizerischen Allgemeinen Volks-Zeitung» (gegründet 1884) als deren «93. Jahrgang» hervor. Das Schweizer Medienunternehmen Ringier war bereits Anfang des 20. Jahrhunderts durch einen Zusammenschluss mit der Firma Francke & Co. in den Besitz der Zeitung gelangt.
Von 2016 bis 2023 wurde die Glückspost von Ringier Axel Springer Schweiz herausgegeben, einem Joint Venture der Verlagshäuser Ringier und Axel Springer. Seit 2024 gehört die GlücksPost zum Bereich Publikumszeitschriften von Ringier Medien Schweiz, die auch die Blick-Gruppe und «die 20 reichweitenstärksten Magazin- und Zeitschriftentitel der Schweiz» (Beobachter, Handelszeitung, Bilanz, Tele, Schweizer Illustrierte, Landliebe) umfassen.

## Inhalt
Die Glückspost versteht sich als «beliebtestes Unterhaltungs- und Rätselmagazin der Schweiz», wie Chefredaktor Dominik Hug anlässlich des 140-jährigen Bestehens im Editorial der Zeitschrift schrieb. Als «Frauenzeitschrift für Prominenz und Unterhaltung» ist die Glückspost zudem die «meistverkaufte People-Zeitschrift an Schweizer Kiosken».
Formal wird die Glückspost zur Regenbogenpresse gezählt (englisch: Yellow Press). Entsprechend beschäftigt sie sich denn auch mit Themen aus dem nationalen und internationalen Showbusiness – insbesondere dem Schlager, der Volksmusik, dem Fernsehen – sowie dem Hochadel.
Darüber hinaus bietet die GlücksPost einen umfassenden Serviceteil zu den Themen Gesundheit, Geniessen (Kochrezepte), Beratung sowie Sinnsuche, Tiere und Garten. Hinzu kommt ein ausgebauter (Preis-)Rätselteil.

## Relaunch
Seit August 2023 erscheint die GlücksPost in einem aufgefrischten Design und mit neuen Rubriken. Martin Dürrenmatt, Star-Coiffeur und achtfacher Weltmeister im «Hairdressing», ist Mode- und Beauty-Experte der Zeitschrift, die Bestseller-Autorin Blanca Imboden schreibt seit 2022 «Mini Gschicht» für das Blatt, Anfang 2024 stiess die Moderatorin, Schauspielerin und Prix-Walo-Preisträgerin Viola Tami mit «Voilà Viola» zum GlücksPost-Team der Kolumnisten.